# Semiothisa monstraria
Semiothisa monstraria là một loài bướm đêm trong họ Geometridae.